# Ganti
Ganti is een bestuurslaag in het regentschap Centraal-Lombok van de provincie West-Nusa Tenggara, Indonesië. Ganti telt 10.568 inwoners (volkstelling 2010).